# Palazzo Bassenheim
Il Palazzo Bassenheim (Bassenheimer Hof) di Magonza fu costruito nelle immediate vicinanze del Palazzo Ostein come sede aristocratica nel 1750 secondo ii progetto del direttore generale elettorale Anselm Franz von Ritter zu Grünstein (chiamato anche Groenesteyn). L'ordine fu dato, nel 1743, dall'elettore Johann Friedrich Karl von Ostein. L'edificio doveva servire da residenza per sua sorella Maria Antonietta Contessa von Bassenheim rimasta vedova, con cinque figli, di Rudolf Johann Graf Waldbott von Bassenheim (1686-1731) dopo l'improvvisa morte del marito dopo cinque anni di matrimonio.

## Descrizione
L'edificio apparteneva quindi al gruppo di altri palazzi nobiliari barocchi come Palazzo Schönborn, Palazzo Erthal e Palazzo Ostein intorno a Schillerplatz. 
A causa dei suoi studi a Parigi, l'architetto fu particolarmente influenzato dalle facciate di Place Vendôme e dall'Hôtel de Torcy di Germain Boffrand, che lo progettò nel 1713 per Jean-Baptiste Colbert, Marchese de Torcy. Questo palazzo è ora chiamato Hôtel de Beauharnais e funge da residenza dell'ambasciatore tedesco a Parigi.  
La disposizione interna, così come il giardino sul pendio del Kastrich e tutti gli arredi sono scomparsi a causa di frequenti restauri e danni di guerra. 
Il generale Adam Philippe de Custine occupò la città di Magonza nel 1792 e la nobiltà e il clero si dettero alla fuga. 
Dopo la vendita del palazzo, nel 1835, alle autorità militari dell'allora fortezza federale di Magonza, il palazzo Bassenheim fu utilizzato come caserma fino al 1889. Successivamente, passò in mani diverse.

## Più recentemente

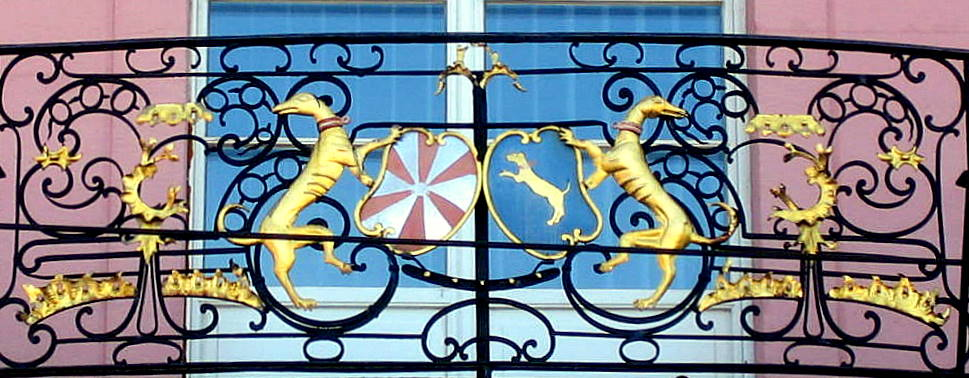
Stemma dell'Alleanza delle famiglie Waldbott von Bassenheim e Ostein nel palazzo Bassenheim.

Anche questo edificio fu completamente incendiato durante la seconda guerra mondiale, nel 1942, ma fu restaurato nel 1947/48 dalla Francia, potenza occupante. 
Il palazzo Bassenheim è stato sede del Primo Ministro della Renania-Palatinato per qualche tempo prima che vi trasferisse il Ministero degli Interni della Renania-Palatinato nel 1960.